# Sohlschwellen Siebentischwald
Die Sohlschwellen Siebentischwald sind sechs Sohlschwellen im Lech in Höhe des Siebentischwaldes, zwischen dem Mandichosee in Merching und dem Hochablass in Augsburg. Sie sollen ein Eingraben des Flussbetts und eine dadurch verursachte Grundwasserabsenkung verhindern.
Die im späten 19. Jahrhundert geplante Regulierung des Lechs südlich von Augsburg wurde durch das Jahrhunderthochwasser 1910 beschleunigt und der Flussabschnitt wurde in den Jahren 1925 bis 1928 begradigt. Die Begradigung hatte durch die Erhöhung der Fließgeschwindigkeit eine rasche Eintiefung des Flussbetts zur Folge. Die mit der Tiefenerosion des Lechs verbundene Grundwasserabsenkung bewirkte das Trockenfallen der den Lech begleitenden Auwälder, an der Ostseite des Lechs auch einiger landwirtschaftlich genutzter Flächen. Daher wurden 10 Jahre nach der Begradigung Sohlschwellen in den Fluss eingebaut, um das Eingraben zu verhindern. Diese wurden im Verlauf der Zeit jedoch unterspült und mit dem Bau der ebenfalls zur Flussregulierung dienenden Staustufe 23 erneuert.
Im Zuge des Renaturierungs-Projekts Licca Liber sollen vier der sechs Schwellen zurückgebaut werden. Die anderen beiden (3 und 6) werden weiterhin für die Stabilisierung der Flusssohle benötigt, sollen aber für eine bessere Fischdurchgängigkeit umgebaut werden.

## Galerie

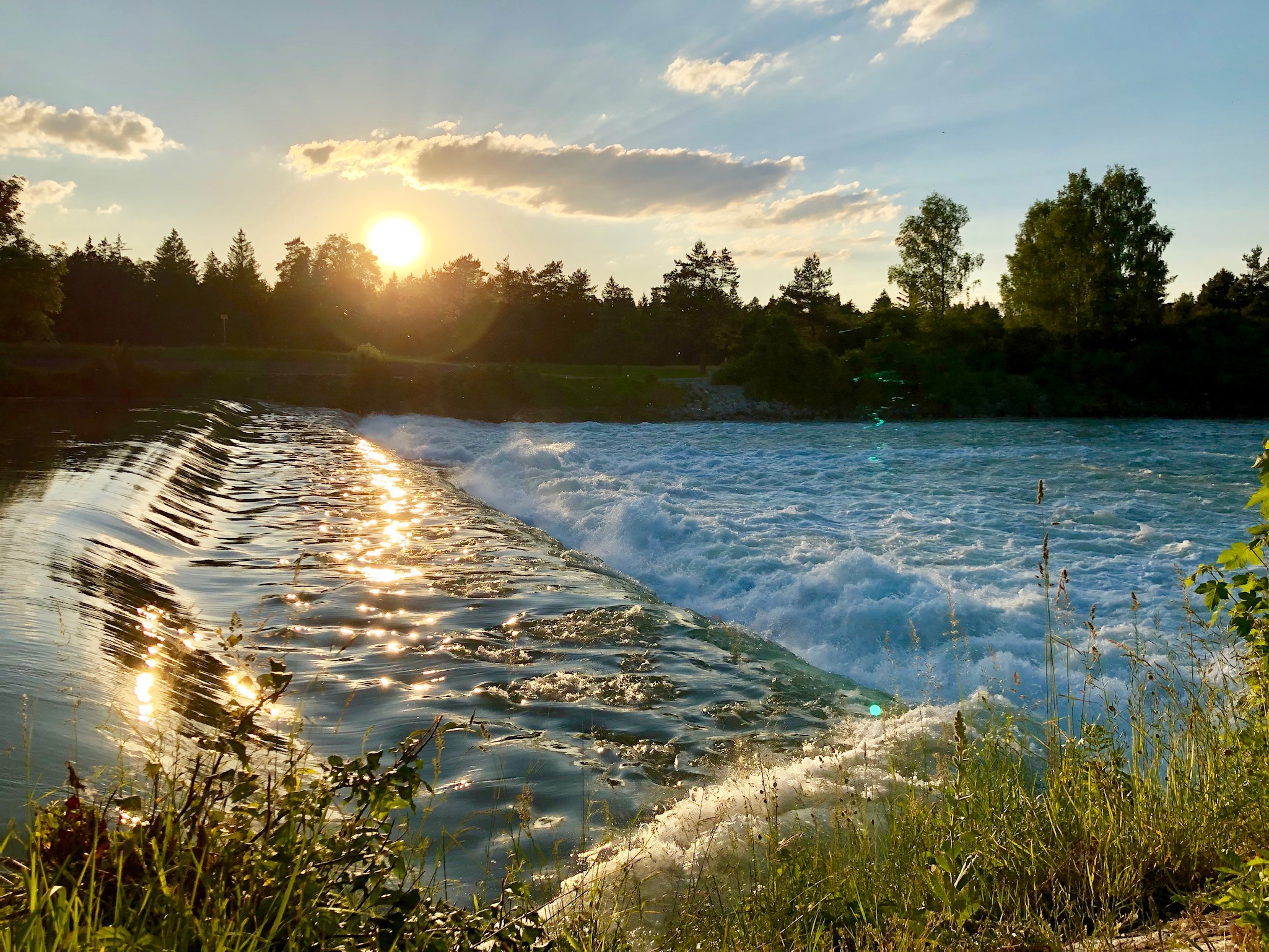
Schwellwehr 1
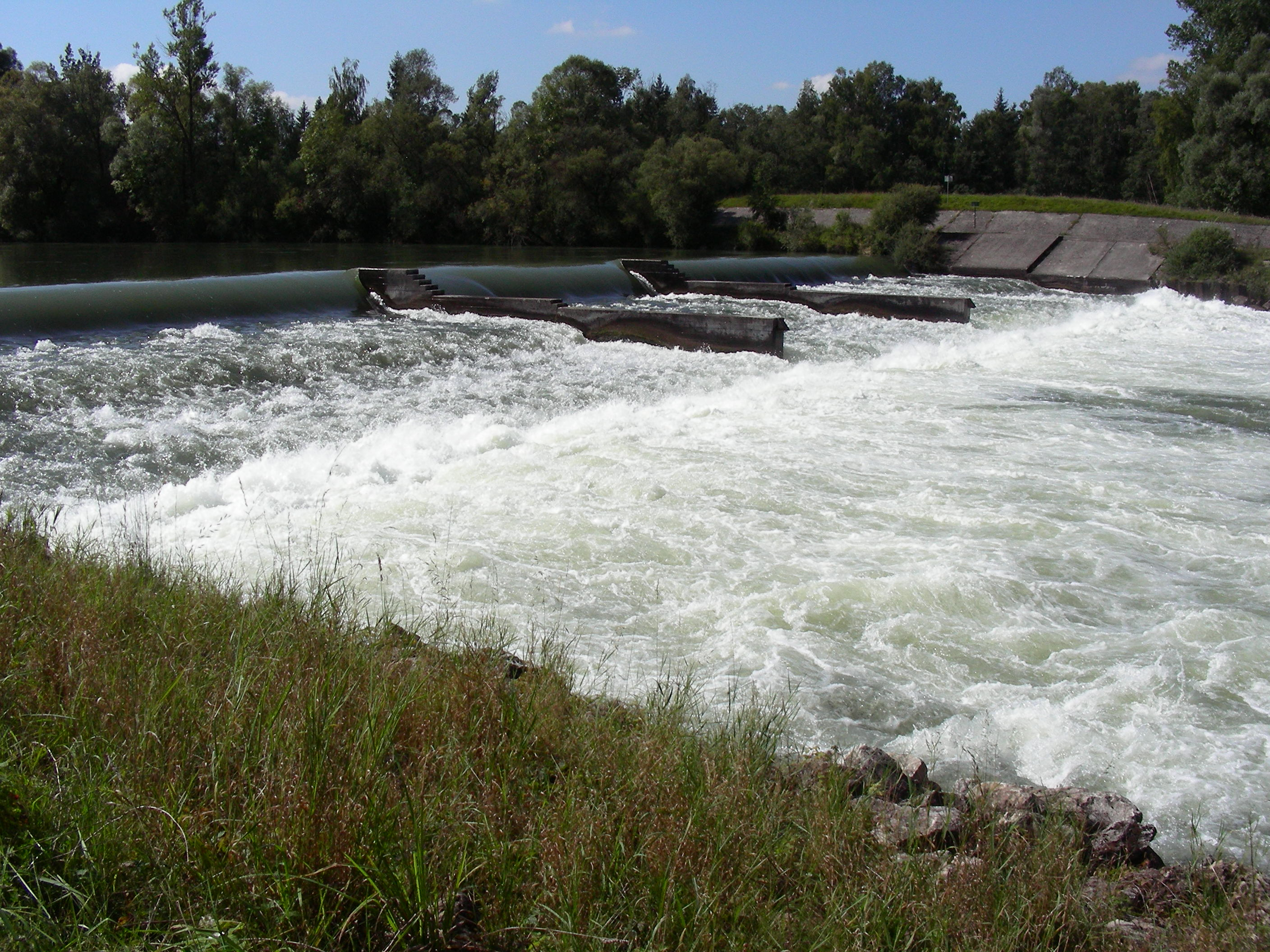
Schwellwehr 3
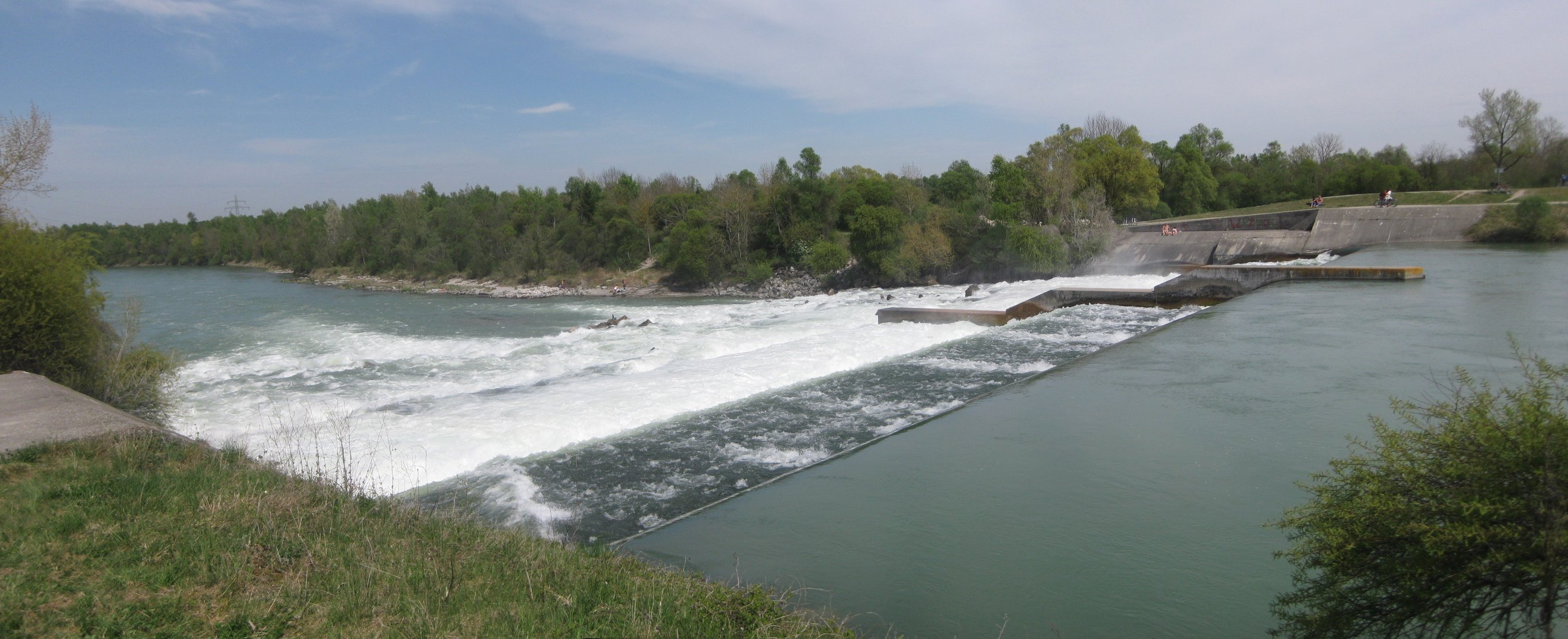
Schwellwehr 6